# Бяла дъска
Бяла дъска се нарича всяка гладка и обикновено бяла повърхност за неперманентно маркиране. Популярността на белите дъски се увеличава бързо в средата на 90-те години на миналия век и те стават част от много офиси, съвещателни зали, класни стаи и други работни среди.

## Материали за повърхността
Четири са най-често използваните материали при направата на бяла дъска:
Реактивен лакИма много видове на подобни дъски. Някои от тях ще останат чисти, докато други ще изгубят блясъка си постепенно. Обикновено по-евтините видове дъски се откриват по-често в не-индустриални приложения. Могат да се намерят в книжарници за канцеларски материали.
Боядисана стомана или алуминийДъските от боядисаната стомана или алуминий също имат голяма разновидност. Оцветените повърхности са по-гладки, което води до по-лесно изтриване. Боядисаната повърхност обикновено е многопластов слой от покрития и има ясно покритие.
ЛаминатВсеки производител на ламинат произвежда и бели дъски на ламинирана основа. По принцип тази категория основно използва реактивен лак.
ПорцеланКерамично стъкло, изпечено в пещ също са добър избор с издръжлива повърхност.